# 미국 전략 폭격 조사
미국 전략 폭격 조사(United States Strategic Bombing Survey, USSBS)는 제2차 세계 대전 중 유럽 전역에서 나치 독일에 대한 영미 전략폭격의 영향을 공정하게 평가하기 위해 모인 전문가 위원회가 작성한 서면 보고서이다. 1945년 보고서를 발표한 후 조사원들은 최근 일본 두 도시에 대한 공격에 원자폭탄을 사용했다는 별도의 섹션을 포함하여 태평양 전쟁 중 일본 제국에 대항한 전쟁 노력에 관심을 돌렸다.
전체적으로 보고서에는 유럽의 경우 208권, 태평양의 경우 108권, 수천 페이지로 구성되어 있다. 보고서의 결론은 일반적으로 연합군의 전략 폭격이 승리에 기여한 것에 대해 호의적이었다.
조사 결과에 따르면 연합군 공군력은 "서유럽 전쟁에서 결정적이었다. 돌이켜보면 그것이 어떤 측면에서는 다르게 또는 더 잘 활용되었을 수도 있다는 것을 필연적으로 시사한다. 그럼에도 불구하고 그것은 결정적이었다. 공중에서는 완전한 승리였다. 해군력과 결합된 바다의 기여는 적의 가장 큰 해군 위협인 지상의 U-보트를 종식시켰고, 압도적으로 연합군 지상군에 유리하게 전세를 바꾸는 데 도움이 되었다.
설문조사 구성원의 대다수는 설문조사의 다양한 위원회에 영향을 미치는 위치에 있는 민간인이었다. 저명한 군 장교인 USAAF 장군 오르빌 A. 앤더슨(Orvil A. Anderson, 공중전 계획 부서 소속)에게는 어느 정도 영향력이 있는 단 한 가지 직책이 주어졌으며 이는 자문 역할로만 주어졌다. 앤더슨은 조사위원회에서 지미 두리틀의 전 작전 부사령관으로서 전략 폭격 절차에 대해 알고 있는 유일한 사람이었다. 이사회는 군의 어떤 부서와도 연관되어 있지 않지만 헨리 아놀드 장군(미 공군 사령관)과 칼 스파츠(유럽 전략 공군 사령관)가 설립했다. 아놀드는 자신이 바라던 저명한 공인을 얻지 못한 채 프랭클린 돌리에(Franklin D'Olier)를 선택했다.

## 같이 보기
- 지역폭격
- 융단폭격